# Masteriinae
Masteriinae – podrodzina pająków z infrarzędu ptaszników i rodziny Dipluridae.

## Morfologia i zasięg
Pająki te osiągają od 2,1 do 9 mm długości ciała. U okazów przechowywanych w alkoholu barwa karapaksu, szczękoczułków i odnóży bywa od białawej przez żółtą i pomarańczową po ciemnobrązową, spodu ciała i opistosomy (odwłoka) zaś biaława do jasnobrązowej. Wzgórek oczny jest szerszy niż dłuższy. Przednio-środkowa para oczu jest niewielka, zredukowana lub całkiem nieobecna. Nadustek jest wąski. Szczękoczułki są pozbawione rastellum. Szczęki pozbawione są kuspuli, natomiast mają serrulę na wierzchołkowej krawędzi. Kuspuli brak również na wardze dolnej. Odnóża mają trichobotria z pomarszczonymi podstawami i podłużnymi kilami. Organ tarsalny pozbawiony jest wzniesienia z niskimi, koncentrycznymi kilami. Genitalia samicy mają dwie spermateki zbudowane z od jednego do czterech, a wyjątkowo pięciu płatów.
Takson szeroko rozprzestrzeniony w strefie tropikalnej. W neotropikalnej Ameryce występuje od Kostaryki i Wielkich Antyli (Kuba, Dominikana, Portoryko i Jamajka) na północy przez Panamę, Małe Antyle, Kolumbię, Wenezuelę i Gujanę po Ekwador, Peru i amazońską część Brazylii. W krainie orientalnej znany jest z Filipin. W krainie australijskiej zamieszkuje Nową Gwineę, australijskie Queensland, Nową Kaledonię, Fidżi i Mikronezję.

## Taksonomia
Do podrodziny tej należą cztery opisane rodzaje:
- †Edwa Raven et al., 2015
- Masteria L. Koch, 1873
- Siremata Passanha et Brescovit, 2018
- Striamea Raven, 1981